# Sam Ali Mustafa
Sam Ali Mustafa (* 1965 in Akron, USA) ist ein US-amerikanischer Autor, Historiker und Professor für Geschichte am Ramapo College of New Jersey. 

## Leben
Sam Mustafa erhielt 1988 seinen Bachelor of Science an der Virginia Commonwealth University, 1991 seinen Master of Arts an der University of Richmond und seine Promotion (Ph.D.) 1999 an der University of Tennessee. Seine Spezialgebiete sind Deutsche Geschichte, die napoleonische Ära ab dem Staatsstreich des 18. Brumaire VIII bis zur Schlacht von Waterloo, vom 9. November 1799 bis 28. Juni 1815, Militärgeschichte und Historiographie.
Neben seiner wissenschaftlichen und akademischen Arbeit ist er auch Gründer von „Sam Mustafa Publishing“, einem Verlag, der historische Spiele der „Honour“ Serie produziert, wie „Lasalle“, „Might & Reason“, „Grande Armée“ und andere.

## Werke

### Bücher
- Merchants and Migrations: Germans and Americans in Connection, 1776-1835. London: Ashgate Press, 2001.
- The Long Ride of Major von Schill: A Journey Through German History and Memory. Rowman & Littlefield, 2008.
- Germany in the Modern World: A New History. Rowman & Littlefield, 2011.

### Fachartikel
- The Role of the Hanseatic Cities in Early US-German Relations. In: Maryland Historical Magazine. Fall 1998.
- Arnold Delius and the Hanseatic ‘Discovery’ of America. In: German History. Band 18, Nr. 1 (Winter 1999).
- Merchant Culture in Germany and America in the Late 18th Century. In: The Yearbook of German-American Studies. Band 34, 2000.
- The Long Ride of Major von Schill: A Historiographic Re-Assessment of Schill’s Rebellion. In: Proceedings of the Consortium on Revolutionary Europe. 2004.
- The Politics of Memory: Rededicating Two Historical Monuments in Postwar Germany. In: Central European History. Band 41, Nr. 2 (June 2008).
- Loyal Rebels and Unruly Prussians: Two Centuries of the Napoleonic Wars in German School History Texts. In: Internationale Schulbuchforschung (The Journal of International Textbook Research). Band 30 (Spring 2008).

## Spiele von Sam Mustafa Publishing
- Grande Armée (2003)
- Might and Reason (2007)
- Lasalle (2009)
- Maurice (2012)
- Longstreet (2013)
- Blücher (2015)